# Улитина, Нина Ивановна
Нина Ивановна Ули́тина (4 января 1918, Борисоглебск, Тамбовская губерния – 8 июня 1980, Борисоглебск, Воронежская область) — советский музейный работник и краевед. Участница Великой Отечественной войны.

## Биография
Родилась 3 или 4 января 1918 года в городе Борисоглебске Тамбовской губернии (ныне Воронежская область), в семье медицинских работников.
В 1937 году окончила школу и поступила на учёбу в Воронеж на курсы иностранных языков.
С 1939 года по 1941 год работала преподавателем английского языка в селе Большая Грибановка (ныне посёлок Грибановский.
В 1941 году окончила курсы шоферов. В годы Великой Отечественной войны была комсоргом управления штаба в Борисоглебском авиационном училище им. В.П. Чкалова.
Окончила в 1947 году с отличием Борисоглебский учительский институт по специальности естествознание и география. По окончании института была направлена на работу в Сибирь, но через год по семейным обстоятельствам вернулась.
Работала в 1949—1963 гг. (по другим сведениям в 1953—1968 гг.) учительницей биологии в средней школе № 4, а затем в средней школе № 5 Борисоглебска.
Окончила в 1953 году заочно биологический факультет Воронежского государственного педагогического института.
С 1963 года работала научным сотрудником Борисоглебского краеведческого музея (ныне Борисоглебский историко-художественный музей). В 1969—1979 гг. — директор Борисоглебского краеведческого музея. Улитина разработала новый подход к составлению тематико-экспозиционного плана, позволивший всесторонне отразить природу и историю воронежского Прихоперья и определивший дальнейшее развитие музея.
Автор многочисленных краеведческих публикаций, среди которых «Биография борисоглебских улиц» (1977), которая до сих пор является единственным путеводителем по старым улицам Борисоглебска.